# Psechrus marsyandi
Psechrus marsyandi – gatunek pająka z rodziny Psechridae.
Gatunek ten opisany został w 1982 roku przez Herberta W. Levi na podstawie okazów odłowionych w 1954 i 1980 roku.
Jest to stosunkowo duży pająk. Jedna z samic ma ciało długości 19 mm przy wymiarach karapaksu 10×7 mm, a jeden z samców ma ciało długości 20 mm przy wymiarach karapaksu 9×7 mm. Jak u innych przedstawicieli rodzaju tylny rząd oczu jest odchylony, a spód opistosomy ma białą linię środkową. Nogogłaszczki samca wyróżniają się S-kształtną pętlą przewodu zapładniającego w tegulum oraz niezmodyfikowanymi udami. Samica ma niezesklerotyzowaną płytkę płciową o szczelinach biegnących rozbieżnie ku tyłowi.
Gatunek znany wyłącznie z Nepalu, z dystryktu Lamjung. Miejsce typowe w Marsyandi położone jest na wysokości 1050 m n.p.m..